# 机械结构强度与振动国家重点实验室
机械结构强度与振动国家重点实验室是隶属于西安交通大学的国家重点实验室，位于中国陕西省西安市。实验室的前身是1985年由原中华人民共和国国家计划委员会投资建设的“机械结构强度与振动国家重点实验室”，1988年建成并向国内外开放，2011年中华人民共和国科学技术部批准重建，2014年通过科技部验收。
实验室下设四个研究方向：
1. 固体强度理论与失效机理
2. 智能材料力学与结构多功能化
3. 装备结构振动与可靠性评价
4. 机电系统动力学与控制